# Rescue Me
"Rescue Me" je pjesma američke pjevačice Madonne izdana 26. veljače 1991. kao drugi singl s kompilacije naboljih hitova The Immaculate Collection.

## O pjesmi
Izdanje singla u Ujedinjenom Kraljevstvu je bilo odgođeno za travanj 1991. zbog izdanja obrade "Crazy for You" (koja je u UK bila izdana kada je u SAD-u bila izdana "Rescue Me"). U UK-u je pjesma dospjela na 3. mjesto s prodanih 134.764 kopija. Za promociju singla su se koristile snimke s Madonnine Who's That Girl World Tour iz 1987.
Neke obrade pjesme sadrže dijelove iz pjesama s albuma True Blue iz 1986.
"Rescue Me" je debitirala na 15. mjestu Billboardove Hot 100 što je u to vrijeme bilo jedan od najviših debitantskih mjesta. Pjesma je bila na 5. mjestu airplay ljestvice, ali dok se singl pustio kao komercijalno izdanje, već je prošao vrh airplay ljestvice pa je na kraju zauzeo 9. mjesto na Billboard Hot 100.

## Popis formata i pjsama
US Maxi-Singl
1. "Rescue Me" (Single Mix) 4:51
2. "Rescue Me" (Titanic Vocal) 8:15
3. "Rescue Me" (Houseboat Vocal) 6:56
4. "Rescue Me" (Lifeboat Vocal) 5:20
5. "Rescue Me" (S.O.S. Mix) 6:21

US kaseta i 7" Singl
1. "Rescue Me" (Single Mix) 4:51
2. "Rescue Me" (Alternate Single Mix) 5:06

UK 7" Singl
1. "Rescue Me" (Single Mix) 4:51
2. "Spotlight" (Edit)

UK CD Singl
1. "Rescue Me" (Single Mix)  4:51
2. "Rescue Me" (Titanic Vocal)  8:15
3. "Spotlight" (Extended Mix)  6:26

## Na ljestvicama
| Ljestvica (1991)                         | Pozicija |
| ---------------------------------------- | -------- |
| Australija                               | 15       |
| Austrija                                 | 15       |
| Europa                                   | 3        |
| Francuska                                | 21       |
| Irska                                    | 3        |
| Italija                                  | 4        |
| Japan                                    | 9        |
| Južnoafrička Republika                   | 4        |
| Kanada                                   | 4        |
| Nizozemska                               | 9        |
| Norveška                                 | 10       |
| Njemačka                                 | 15       |
| Švedska                                  | 20       |
| Švicarska                                | 11       |
| Ujedinjeno Kraljevstvo                   | 3        |
| U.S. Billboard Hot 100                   | 9        |
| U.S. Billboard Hot Dance Music/Club Play | 6        |
| U.S. ARC Weekly Top 40                   | 1        |